# Lipocalibrador
Lipocalibrador é um dispositivo médico com o objectivo determinar a composição corporal de um indivíduo de forma indirecta, simples e não invasiva, medindo a espessura da prega cutânea. No entanto os resultados variam de aparelho para aparelho, não são fiáveis e estes aparelhos não podem ser utilizados indiscriminadamente.
Existem vários modelos no mercado sendo o instrumento de referência o Lipocalibrador de Harpenden.

## Outros modelos
- Lipocalibrador Lange
- Lipocalibrador Sanny
- Lipocalibrador Skyndex® (digital)
- Lipowise (digital)